# Карбахаль, Майкл
Майкл Карбахаль (англ. Michael Carbajal; род. 17 сентября 1967 года, Финикс, США) — американский боксёр, призёр (серебряный) Олимпийских игр в Сеуле (1988) и Панамериканских игр (1987), четырёхкратный чемпион мира среди профессионалов (по версиям IBF, WBO, WBC).
В его карьере зафиксированы 49 побед при 4 поражениях.